# Grimsley Peaks
Grimsley Peaks är en bergstopp i Antarktis. Den ligger i Östantarktis. Australien gör anspråk på området. Toppen på Grimsley Peaks är 1 552 meter över havet.
Terrängen runt Grimsley Peaks är platt åt sydost, men åt nordväst är den kuperad. Terrängen runt Grimsley Peaks sluttar norrut. Trakten är obefolkad. Det finns inga samhällen i närheten. 